# Genesis (Arrow)
Genesis es el vigésimo episodio de la cuarta temporada y octagésimo noveno episodio a lo largo de la serie de televisión estadounidense de drama y ciencia ficción Arrow. El episodio fue escrito por Óscar Balderrama & Emilio Ortega Aldrich y dirigido por Gregory Smith. Fue estrenado el 4 de mayo de 2016 en Estados Unidos por la cadena The CW.
Oliver y Felicity van en busca de una persona que les enseñe cómo repeler la magia negra de Darhk. Mientras tanto, Lyla se convierte en el objetivo de H.I.V.E. y para salvarla a ella y la pequeña Sara, Diggle debe enfrentar a Andy de manera definitiva. Por otra parte, Alex lleva a Thea de vacaciones, sin embargo, la chica comienza a sospechar del entorno cuando cosas extrañas comienzan a suceder. Finalmente, el equipo descubre que Darhk se ha hecho de un programa que es capaz de controlar las armas nucleares de todo el mundo y el programa Génesis es iniciado por H.I.V.E.

## Elenco
- Stephen Amell como Oliver Queen/Flecha Verde.
- Katie Cassidy como Canario Negro.
- David Ramsey como John Diggle/Spartan.
- Willa Holland como Thea Queen/Speedy.
- Emily Bett Rickards como Felicity Smoak/Overwatch.
- John Barrowman como Malcolm Merlyn/Arquero Oscuro.
- Paul Blackthorne como el capitán Quentin Lance.

## Continuidad
- Lyla Michaels fue vista anteriormente en A.W.O.L.

- Lyla también fue vista en King Shark.

- Damien Darhk y Murmuro fueron vistos anteriormente en Eleven-Fifty-Nine.
- Oliver menciona que John Constantine lo puso en contacto con una mujer capaz de enseñarle cómo bloquear la magia de Darhk.

- John Constantine fue visto en Haunted.

- Thea y Alex se van de vacaciones.
- Lyla se convierte en el blanco de Darhk.
- Lyla revela que en el ataque de Darhk, este le robó los códigos de un programa conocido como Rubicón.

- Rubicón es un programa que es capaz de evitar que un arma nuclear sea lanzada pero sabiéndolo manipular puede usarse de forma inversa.

- Se descubre que Alex llevó a Thea a una especie de búnker subterráneo.
- Damien Darhk pronuncia la puesta en marcha del proyecto Génesis.
- Andy Diggle muere en episodio.

- Andy es asesinado por su hermano John.

## Desarrollo

### Producción
La producción de este episodio comenzó el 25 de febrero al 4 de marzo de 2016.

### Filmación
El episodio fue filmado del 7 al 16 de marzo de 2016.